# پولونیا (ویسکانسین)
پولونیا (به انگلیسی: Polonia) یک منطقهٔ مسکونی در ایالات متحده آمریکا است که در شهرستان پورتیج، ویسکانسین واقع شده‌است. پولونیا ۵۲۶ نفر جمعیت دارد و ۳۶۹٫۱۲ متر بالاتر از سطح دریا واقع شده‌است.